# Нина Краљић
Нина Краљић (Липовљани, 4. април 1992) хрватска је певачица и гласовна глумица.
Представљала је Хрватску на Песми Евровизије 2016. у Стокхолму где је са песмом на енглеском језику Lighthouse (срп. Светионик) успела да се пласира у финале такмичења.

## Биографија
Нина Краљић је рођена 4. априла 1992. у маленом месту Липовљани, у Сисачко-мославачкој жупанији у централној Хрватској. Са 14 година одлази од куће са циљем да усавршава своје музичке способности, а потом уписује часове оперског певања на музичкој академији. Паралелно са музиком студира кроатистику на Филолошком факултету у Ријеци. Свој први јавни наступ на телевизији имала је као учесника хрватске верзије ријалити такмичења Ја имам таленат емитованог током 2009. године, а на којем је успела да се пласира у финале где је заузела десето место. Исте године објавила је свој дебитантски сингл Кажи ми који није остварио неки запаженији успех на музичким топ листама у земљи.
Наредних неколико година посвећује се студирању и музичком усавршавању и активно позајмљује свој глас у хрватским синхронизацијама анимираних и играних филмова и серија. Ради за студије Нет и Нови медији Загреб, као и за Ливада продукцију. Године 2015. пријављује се за учешће у првој сезони хрватске верзије музичког талент такмичења The Voice (The Voice – Najljepši glas Hrvatske). На свом првом наступу обрадила је песму Јадранке Стојаковић „Што те нема”, док је у финалној емисији извела македонску народну песму „Зајди, зајди, јасно солнце”. Нина је успела да победи у том такмичењу са рекордним бројем гласова публике (преко милион гласова), највишим у историји такмичења тог типа у Хрватској. По окончању Најљепшег гласа Хрватске, у јуну 2015. објавила је свој други сингл Заљуљали смо свијет, модерну баладу са раскошним етно елементима, која је остварила запажен успех широм регије.
Дана 24. фебруара 2016. хрватски јавни радиотелевизијски сервис ХРТ објавио је да ће Нина представљати Хрватску на Песми Евровизије 2016. у Стокхолму. Њена евровизијска песма радног наслова Lighthouse (српски Светионик) званично је објављена 9. марта на другом програму хрватског радија, док је два дана касније објављена и међународна премијера у дигиталном формату за преузимање. Месец дана касније снимљен је и званичан спот за песму. Недуго након објаве песме Нина се суочила са бројним критикама хрватског удружења композитора који су негодовали због чињенице да ће Хрватску на Евровизији педстављати песма на енглеском језику чији су комплетни аутори странци. Нина је наступила на првој полуфиналној вечери Евросонга одржаној 10. маја и успела да се пласира у финале које је одржано четири дана касније. Био је то први пласман Хрватске у финале Евросонга након пуних 7 година.
Дана 17. марта додељена јој је дискографска награда Порин за најбољег дебитанта на музичкој сцени Хрватске.

## Улоге у синхронизацијама
| Година                   | Српски наслов                 | Хрватски наслов  | Улога              |
| ------------------------ | ----------------------------- | ---------------- | ------------------ |
| 2011.                    |                               |                  |                    |
|                          |                               | Лота             |                    |
| Иди, Диего, иди!         |                               | Алиса Маркуез    |                    |
| Ај Карли                 |                               | Сем Пакет        |                    |
| Биг тајм раш             |                               | Џо Тејлор        |                    |
| Поп Пикси                |                               | Чата             |                    |
| Водени свет малих гупија |                               | Моли             |                    |
| Викторијус               |                               | Кет Валентајн    |                    |
| 2012.                    | Снежна краљица                | Snježna kraljica | Герда              |
| 2013.                    | Винкс                         |                  | Ајси (сезона 5)    |
| 2013.                    | Марвин Марвин                 |                  | Бријана            |
| 2013.                    | Миа и ја                      |                  | уводна шпица       |
| 2013–2014.               | Санџеј и Крег                 |                  | Меган              |
| 2013–2018.               | Софија Прва                   |                  | Софија             |
| 2014.                    | Рио 2                         |                  | Биа, Карла (песме) |
| 2014.                    | Тврд орах                     |                  | Џејми, извиђачица  |
| 2014.                    | Снежна краљица 2              |                  | Герда              |
| 2015.                    | Сара и паче                   |                  | Сара               |
| 2015.                    | Хенри Опасност                |                  | Вероника           |
| 2015.                    | Светлуцава и Сјајна           |                  | Светлуцава         |
| 2016.                    | Бела и Булдози                |                  | Пепер Силверстајн  |
| 2016.                    |                               | уводна шпица     |                    |
| 2017.                    | Снежна краљица 3: Ватра и лед |                  | Герда              |
| 2017.                    | Лепотица и звер               |                  | Бел (песме)        |
| 2017.                    | Штрумпфови: Скривено село     |                  | Штрумпф Љиља       |
| 2017.                    | Тврд орах 2                   |                  | Џејми, извиђачица  |
| 2017.                    | Фердинанд                     |                  | Уна                |
| 2017.                    | Нела: Витешка принцеза        |                  | Нела               |